# Edvard Wilhelm von Düben
Edvard Wilhelm von Düben, född 16 augusti 1865 i Ljusne, död 4 mars 1930 i Mexiko, var en svensk friherre, militär, apotekare, fotograf och konsul.
von Düben var son till tullstationschefen Carl Gustaf Wilhelm von Düben och Amelie Elisabet Westerberg. Vidare var han sonson till militären och konstnären Anders Gustaf von Düben. Under hans barndom bodde familjen på Storgatan i Landskrona, hos vilka författaren Selma Lagerlöf inackorderades.
Han flyttade till Brasilien och blev där löjtnant i den brasilianska armén. I Brasilien var han innehavare av ett boktryckeri i Sorocaba. Därefter flyttade von Düben till Salina Cruz i Mexico där han verkade som svensk vice konsul och ägare till en kemisk-teknisk affär. Han tillträdde som Sveriges vice konsul den 1 februari 1910 och tog avsked därifrån 28 december 1923. 